# Jill Jerold
Jillian Jerold es una modelo ficticia que aparece en los cómics estadounidense asociados a Millie the Model. Fue la primera mujer negra en aparecer en un título publicado por Marvel Comics.

## Historia de publicación
Jill Jerold tuvo su primera aparición en las páginas de Millie the Model #47, siendo la primera mujer negra en aparecer en un número publicado por Marvel Comics. El personaje fue creado por el conocido guionista estadounidense Stan Lee junto con el colorista Dennis O'Neil.
Desde 1967 en adelante Jill desapareció por completo de las historietas de la editorial, hasta que fue reintroducida en la continuidad del Universo Marvel en 2009, apareciendo en todos los números de la miniserie Models, Inc., guionizada por Paul Tobin y Marc Sumerak.